# Cuchilla de Salto
Die Cuchilla de Salto ist eine Hügelkette in Uruguay.
Sie befindet sich auf dem Gebiet des Departamento Salto im Westen des Landes. Die Cuchilla de Salto erstreckt sich südlich bis westlich der Cuchilla del Daymán und östlich der Departamento-Hauptstadt Salto von Westen nach Osten bis in die Gegend westlich von Puntas de Valentín.